# Ti porto via con me
Ti porto via con me è un singolo del cantante Jovanotti, il terzo estratto dall'album Backup - Lorenzo 1987-2012. Esiste sia una versione del cantautore da solista, sia una con il DJ Benny Benassi. Il singolo è arrivato alla decima posizione della classifica italiana ed è stato certificato disco di platino per le oltre 30 000 copie vendute.

## Descrizione
Il testo della canzone parla di una dichiarazione a una donna e contiene molte descrizioni delle sensazioni dell'artista. Lo stile della canzone è vario, con una prima parte caratterizzata da chitarre acustiche e piano e una seconda dalle sonorità tipicamente dance/italo house. La parte finale vede elettronica, chitarre acustiche e trombe suonare insieme. La versione con Benny Benassi vede la sola presenza dell'elettronica nel brano, rendendolo un brano prettamente electro house.

## Video musicale
Il video, pubblicato sul canale YouTube di Jovanotti il 9 giugno 2013, è il medesimo per entrambe le versioni, e mostra Jovanotti vestito di giallo danzare mentre canta, con sullo sfondo casse e strumenti, e un cartellone con una scritta in esperanto: Mi prenos vin kun mi (Ti porto via con me). È stato diretto da Leandro Manuel Emede e Nicolò Cerioni.
Era stato pubblicato, sempre sul canale di Jovanotti, un lyric video nel febbraio 2013, poi rimosso con l'avvento del video.

## Formazione
- Jovanotti - voce, chitarra acustica
- Saturnino - basso, batteria
- Riccardo Onori - chitarra elettrica
- Christian "Noochie" Rigano - pianoforte, Fender Rhodes
- Michele Canova Iorfida - sintetizzatore
- Alessandro Benassi - sintetizzatore
- Marco Tamburini - tromba
- Roberto Rossi - trombone

## Classifiche
| Classifica (2013) | Posizione massima |
| ----------------- | ----------------- |
| Italia            | 10                |

### Classifiche di fine anno
| Classifica (2013) | Posizione |
| ----------------- | --------- |
| Italia            | 40        |